# 駐拉脫維亞臺北代表團

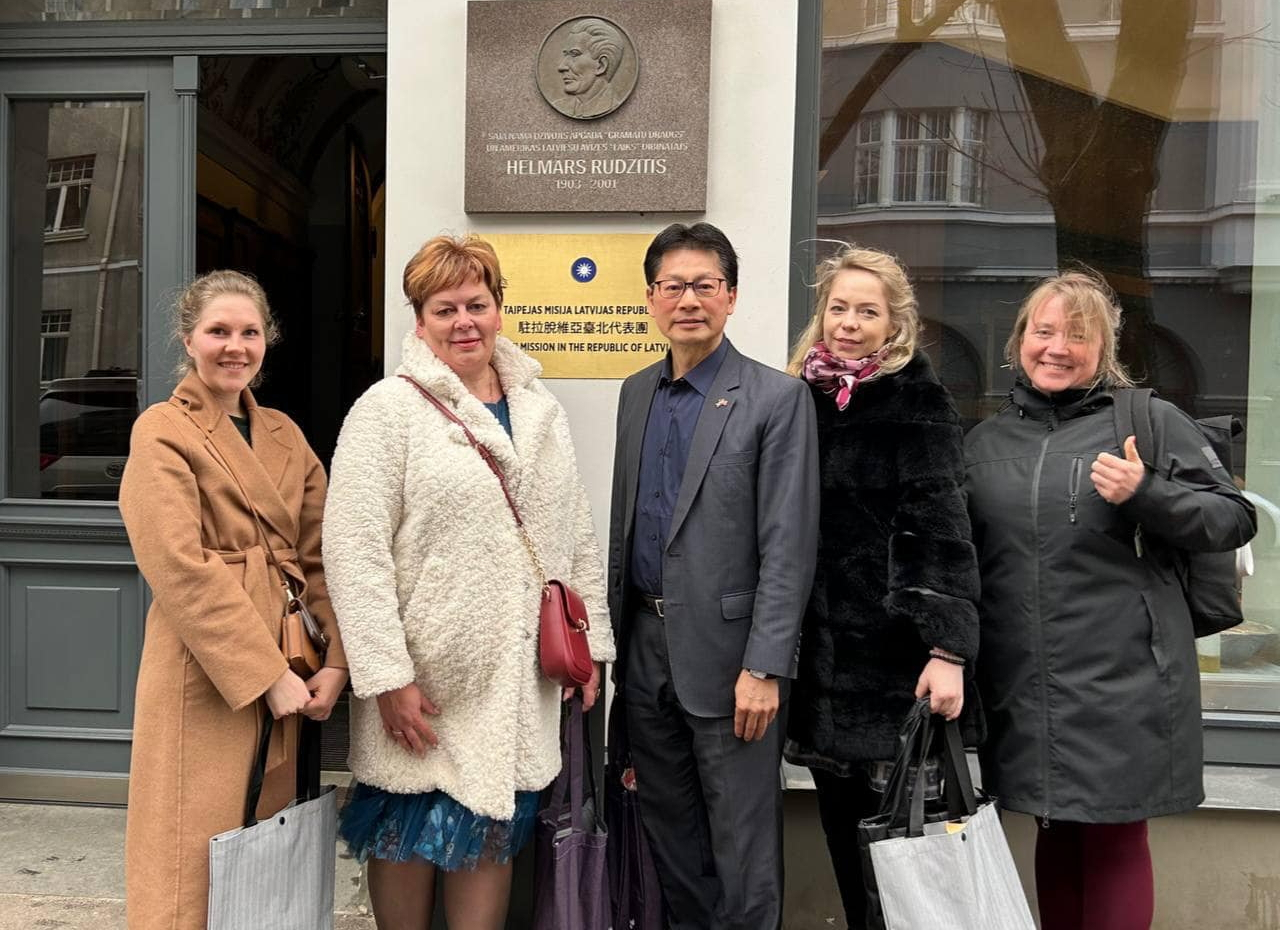
2023年3月，駐拉脫維亞代表李憲章與訪客合影於代表團館牌前。

駐拉脫維亞臺北代表團，亦稱駐拉脫維亞代表處，是中華民國政府派駐拉脫維亞共和國的代表機構。前身為1992年設立的中華民國駐里加總領事館，後拉脫維亞與中華民國終止總領事關係，改設代表團至今。
代表團負責推動臺灣與拉脫維亞之間的經貿、新聞、學術、文化、科技等各層面的雙邊關係，以及辦理護照、簽證、文件證明等领事相關業務，並提供僑民服務與旅外國人急難救助，功能等同邦交國的大使館。館務轄區為拉脫維亞與爱沙尼亚。

## 歷史
1991年8月21日，拉脫維亞自蘇聯獨立。11月，拉脫維亞外交部長尤肯斯與中華民國簽署《互設貿易代表團協定》。
1992年1月29日，兩國發表《共同聲明》，建立官方的總領事關係，但並未建交。於拉脫維亞首都設立中華民國駐里加總領事館。2月24日，中华人民共和国大使館關閉並撤離所有駐地人員，但沒有與拉脫維亞斷交。
1993年6月，拉脫維亞國會選舉後，總理戈德馬尼斯辭職，兩國關係呈現不穩。
1994年7月，拉脫維亞與中華人民共和國簽署《關係正常化聯合公報》。28日，停止對中華民國的總領事關係。
1995年11月，原中華民國駐里加總領事館改名為駐拉脫維亞臺北代表團。1996年1月19日，正式運作。

## 外部連結
- 駐拉脫維亞臺北代表團的Facebook、Twitter